# Megalomyrmex emeryi
Megalomyrmex emeryi is een mierensoort uit de onderfamilie van de Myrmicinae. De wetenschappelijke naam van de soort is voor het eerst geldig gepubliceerd in 1904 door Forel.